# Раши (деревня)
Раши — упразднённая деревня в Вагайском районе Тюменской области России. Входила в состав Зареченского сельского поселения. В 2013 году исключена из учётных данных, в связи с прекращением существования.

## География
Деревня находилась в восточной части Тюменской области, в пределах подтаёжно-лесостепного района лесостепной зоны, на левом берегу реки Агитка, на расстоянии примерно 1 километре (по прямой) к югу от села Домнино.

## История
До 1917 года входила в состав Черноковской волости Тобольского уезда Тобольской губернии. По данным на 1926 год деревня состояла из 28 хозяйств. В административном отношении входила в состав Домнинского сельсовета Черноковского района Тобольского округа Уральской области.

## Население
| 1989 | 2002 | 2010 |
| ---- | ---- | ---- |
| 24   | ↘5   | ↘0   |

По данным переписи 1926 года в деревне проживало 143 человека (70 мужчин и 73 женщины), в том числе: русские составляли 100 % населения.